# Смит, Карен (баскетболистка)
Карен Грейс Смит (англ. Karen Grace Smith; родилась 8 июня 1968 года в Вангаратте, штат Виктория, Австралия) — австралийская профессиональная баскетболистка, которая выступала в женской национальной баскетбольной лиге (ЖНБЛ). Играла на позиции центровой. Трёхкратная чемпионка женской НБЛ в составе трёх различных команд (1988, 1991 и 2000).
В составе национальной сборной Австралии принимала участие в квалификационном турнире в Виго к Олимпийским играм 1992 года в Барселоне, на которые австралийки не попали.

## Ранние годы
Карен Смит родилась 8 июня 1968 года в городе Вангаратта (штат Виктория).